# 女皇樂團
女皇樂團（L'Impératrice），是法国流行樂和nu-disco乐團。2012年，在巴黎成立。

## 經歷
女皇樂團由6名成員组成：
- Charles de Boisseguin：创始人（KB）
- Hagni Gwon（KB）
- David Gaugué（GT）
- Achille Trocellier（GT）
- Tom Daveau（DR）
- Flore Benguigui（VO）：2015年加入，2024年离开
- Louve (VO)：2024年加入

2012年，发行了第一张同名的迷你專輯。2014年，发行了第二张專輯。2015 年，发行了第三张專輯《奧德賽》（Odyssée)。一年后，《奧德賽》經重新编辑，以比原版的较慢速度發行成L'Empereur；該專輯灵感来自粉丝以错误的速度播放該专辑。 2017年2月，发行使用小提琴、大提琴和吉他的原声版本。
2016年，获得Deezer Adami Fans 奖。 
2016年，根據靈魂樂手Anita Ward的样曲，发行单曲。 
乐團随后加入独立品牌microqlima，于 2017 年 6 月发行了一张迷你專輯。 其中一個混音版本，由澳洲乐團Parcels创作，於同年9月发行。
2017年10月17日，乐團发行了第一张完整专辑的第一首单曲。 2018 年1月9日，女皇樂團登上蒙地卡羅電視台的电视节目。
2017年10月12日在蟬劇院演出，2018年4月3日至4日間，在巴黎赌场演出。 2018年2月至 5月期间，樂團完成法国巡演。2018年10月至2019年1月，完成延长巡演。 
2018年6月21日，在世界音樂節期间，乐團在法国国民议会演出。
2021年，發行。
2024年9月，Flore Benguigui 宣布她出于健康原因离开。随后的10月1日，乐团宣布了新主场Louve的加入。 在此后一次与Mediapart的采访中，Flore提及了她在乐团期间经历了来自其他成员的精神压迫并一度因此失声，不得不离开乐队以从中恢复。